# 李婉
李 婉（り えん、生没年不詳）は、中国三国時代の魏から西晋の女性。賈充の前妻。字は淑文。雍州馮翊郡東県の人。父は李豊。娘は賈褒（賈荃とも）・賈裕（賈濬とも）。

## 生涯
容貌が美しく、才能があり、賈充と結婚して2人の娘を産んだ。嘉平6年（254年）、李豊が謀反の罪で司馬師に殺害されると、李婉も連座で離婚して楽浪に流された。
泰始元年（265年）、西晋が成立すると、大赦が行われた。武帝は賈充に二人の夫人を正妻として置くことを許した。しかし、賈充の後妻の郭槐が「私は陛下に補佐した功績も大きい。あの女は何で肩を並べるのですか」と反対したため、賈充は固辞した。当時の習慣に従って、元妻が恩赦を受け、男は既に後妻を娶った場合には、元妻と再婚ではないが、関係を持った。賈充だけは李婉を他所へ移し、往来することはなかった。郭槐はたびたび李婉のもとを訪ねようとするが、賈充が彼女の才能は李婉に及ばないと思うからと理由をつけて断っていた。
泰始8年（272年）、郭槐は長女の賈南風が太子妃に立てられた時、居丈高に着飾って李婉の屋敷に出向いた。しかし、李婉が迎えに出た際、郭槐は李婉の気品に圧倒され、思わず膝をついて拝礼を行ってしまったという。初め、長女の賈荃は司馬攸の妃として、妹の賈濬と共に泣いて父が母と会いに行くことを要求したが、拒否された。後に郭槐の娘の南風が太子妃となると、武帝は李婉は帰家することが許されないよう詔を下した。賈荃はこれを嘆いて憤死した。
李婉が死去すると、賈濬は父との合葬を願い出たが、皇后となった賈南風が許可しなかった。賈南風が廃位された後にようやく合葬することができた。また、李婉は『女訓』八篇を著した。著作集として『典戒』を残した。

## 賈充と李婉の詩
前夫・賈充との間で共に創作された詩一首が残されている。詩の内容から、李婉が追放される直前に作られたと考えられている。
| 与妻李夫人聯句              | 与妻李夫人聯句                                                           | 与妻李夫人聯句 |
| 原文                        | 現代語訳                                                                 |                |
| --------------------------- | ------------------------------------------------------------------------ | -------------- |
| 室中是阿誰 歎息声正悲（賈） | 部屋の中で誰がため息をついているのか                                     |                |
| 歎息亦何為 但恐大義虧（李） | なぜため息をつくのか、大義に損があるのを恐れている                       |                |
| 大義同膠漆 匪石心不移（賈） | 大義は夫婦の仲のように、私の心は石のように移るがない                     |                |
| 人誰不慮終 日月有合離（李） | 人はみな自分の結末を心配しているし、日月にも別れの時がある               |                |
| 我心子所達 子心我所知（賈） | 私の思いはあなたに伝えることができて、私もあなたの思いを知っているように |                |
| 若能不食言 與君同所宜（李） | 誓いを曲げないでほしい、あなたと一緒にいるように                         |                |